# Avenida Teniente General Luis J. Dellepiane
La Autopista Teniente General Dellepiane es una importante arteria vial del sur de la Ciudad de Buenos Aires, Argentina.
Fue inaugurada en 1948 como parte de una avenida de tránsito rápido que llevaba al Aeropuerto Internacional de Ezeiza, y corre en gran parte sobre la antigua traza de la Avenida Derqui. En la década de 1990 fue transformada en una autopista de tres carriles por sentido, y comunica la Autopista Ricchieri con las autopistas 25 de Mayo, Perito Moreno y Héctor J. Cámpora.
Toma el nombre de Luis Dellepiane, quien fuera ingeniero civil, militar y político argentino.
Actualmente es administrada por la empresa AUSA.